# Elsa Elenius
Elsa Ismene Elenius, född 23 december 1897 i Laihela, död 19 april 1967 i Helsingfors, var en finländsk formgivare och keramiker.
Elsa Elenius fick sin utbildning i Tyskland och var lärare vid finska Centralskolan för konstflit i Helsingfors 1930–1962.
Elsa Elenius keramik är kraftfull i formen och ofta stark i färgerna. Den har ställts ut och även vunnit priser såväl i Finland som internationellt. Hon är representerad bland annat i Designmuseet i Helsingfors, i Riksdagshuset i Helsingfors, i Vittorio Emanuele III:s samling i Rom samt i Nobelstiftelsens samling. En viktig inspirationskälla för Elsa Elenius konst var österländsk keramik. Hon belönades med Finlands Lejons Förtjänstkors 1950 och med Konstflitföreningen i Finlands Pro Arte Utili 1952.